# Metro (vervoermiddel)
Een metro (ook wel ondergrondse of stadsspoorweg) is een vorm van openbaar spoorwegvervoer binnen stedelijk gebied Een metro maakt gebruik van een conflictvrije baan, zodat er geen interactie mogelijk is met ander verkeer. Dat betekent dat de lijn meestal is aangelegd in een tunnel ("ondergrondse" of "moltrein") of op een viaduct en zodoende alleen ongelijkvloerse kruisingen kent. De metro kenmerkt zich door een hoge rijfrequentie en een grote reizigerscapaciteit en houdt zowel wat betreft snelheid als stationsafstand en gewicht van het rollend materieel het midden tussen trein en tram.

## Geschiedenis
De eerste metro ter wereld reed in Londen; de lijn werd op 10 januari 1863 geopend. Deze eerste metro, in het Verenigd Koninkrijk Underground genoemd, werd getrokken door een stoomlocomotief. De overstap naar elektriciteit werd al snel gemaakt omdat de stoom en het roet de stations en de reizigers bevuilden. Op het Europese vasteland reed de eerste metro in 1875 in Istanboel, de hoofdstad van het Ottomaanse Rijk. Daarna volgde in 1896 de metro van Boedapest en eveneens in 1896 de metro van Glasgow.  In 1900 ontstond de metro van Parijs.

### Etymologie
De eerste ondergrondse spoorlijn in Londen kreeg de naam Metropolitan Railway ("grootstedelijke spoorweg"), naar de maatschappij die de lijn bouwde. De andere lijnen, alle gebouwd door particuliere bedrijven, kregen andere namen. Het hele Londense systeem is in handen van een enkel bedrijf, Transport for London, daarbinnen is Metropolitan Line de oudste lijn van het systeem.
De Londense Metropolitan volgde het voorbeeld van Parijs, waar de stadsspoorweg Chemin de Fer Métropolitain  werd genoemd, kortweg métro. Zo ontwikkelde de term zich van eigennaam tot de benaming van het vervoermiddel; eerst als 'stadsspoorweg' en later als 'ondergrondse in een grote stad'.
De benaming metro, in tegenstelling tot het Frans meestal zonder accent op de e en met de klemtoon op de eerste lettergreep, is internationaal bekend, maar er zijn andere benamingen, per taal en soms per stad verschillend. Zo spreekt men in New York over de subway (maar in de Amerikaanse hoofdstad Washington weer van metro), in de Duitstalige landen van U-Bahn (Unabhängige Bahn) en in Japan "chikatetsu" (地下鉄, letterlijk vertaald "metaal onder de grond"). In Nederland werd aanvankelijk van "stadsspoorweg" gesproken, maar dat begrip wordt vaak alleen nog in wetteksten gebruikt. Het Afrikaans heeft een eigen benaming voor metro ontwikkeld: moltrein, hoewel Zuid-Afrika en Namibië zelf geen ondergrondse hebben.
Hoewel het woord metro zijn oorsprong in Londen vindt, zullen de Londenaren dat woord zelf nooit gebruiken, afgezien van Metropolitan Line voor een van de spoorlijnen van het netwerk.
De officiële Londense benaming van het hele netwerk is Underground en in de volksmond zegt men the Tube. (Enigszins technisch onderlegde Britten gebruiken het woord tube liever alleen voor de dieperliggende lijnen met een geboorde tunnel met ronde doorsnede. De Metropolitan Line en de District Line hebben ondiep liggende, gegraven rechthoekige tunnels en mogen eigenlijk geen tubes heten.)

## Kenmerken
De belangrijkste kenmerken van metro-systemen zijn:
- Het gericht zijn op stedelijk gebied,
- Het rijden met elektrisch materieel,
- Het hebben van een eigen en kruisingsvrije baan,
- Het rijden met een hoge tot zeer hoge frequentie.

### Wielen
Technisch zijn er twee soorten metro's: metro's op spoorrails en metro's op luchtbanden. De metro op gewone rails is de bekendste en oudste vorm. De bandenmetro's zijn echter in opkomst, vooral in steden in Frankrijk zoals Parijs, Rijsel, Lyon en Marseille, maar ook steden op het Amerikaanse continent.

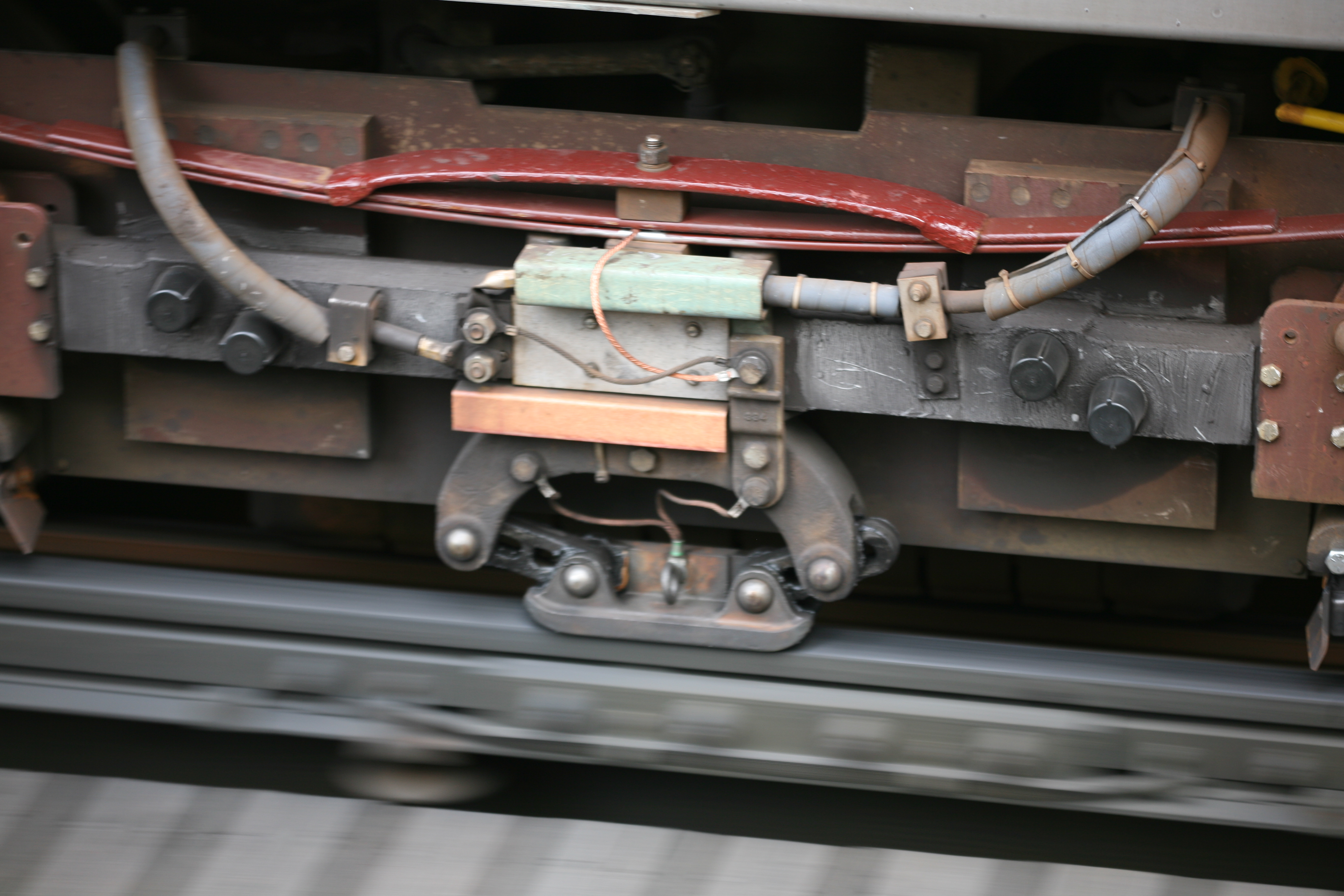
Stroomafnemer van de Chicago 'L'

### Voeding
De eerste Londense metro reed met een stoomlocomotief. De speciale stoomlocomotieven waren wel voorzien van koud water waarmee de stoom gecondenseerd kon worden. Daarnaast waren er vrij veel plaatsen in open lucht waar volop gestookt kon worden. Tegenwoordig rijden alle metro's op elektriciteit, veelal 750V gelijkspanning. In Italië, Spanje en Azië worden metro's veelal gevoed door een bovenleiding. Om bouwkosten bij tunnelbouw te besparen wordt meestal in plaats van bovenleiding gebruikgemaakt van een derde rail. Meestal wordt het systeem toegepast waar een sleepstuk aan de onderkant langs gaat. Bij oudere systemen wordt de stroom ook weleens afgenomen aan de zijkant of bovenkant van de derde rail. Bij de Londense metro is er ook een speciale vierde rail voor de retourstroom die normaliter door de rails gaat.
De metro van Glasgow was oorspronkelijk getrokken door een kabel.

### Gehandicapten
Een metro heeft bijna altijd een vrijwel gelijkvloerse instap. Of een metro te gebruiken is door rolstoelgebruikers, hangt dan ook vooral af van de vraag of het perron met een lift bereikbaar is. Volgens de moderne inzichten moet het perron altijd met een rolstoel bereikbaar zijn, maar dat is lang niet overal het geval. Op sommige -meestal zeer diep gelegen- stations is het gebruikelijk dat alle reizigers de lift gebruiken, maar vaak moeten de reizigers daarna en daarvoor nog een paar trappen op of af.

### Dienstregeling
Een metro voert in veel steden een zeer frequente dienst uit, bijvoorbeeld een trein per 5 minuten, maar elke 80 seconden komt ook voor.
Een dienstregeling is er wel, maar wordt door de meeste reizigers niet gebruikt. Zij gaan op een willekeurig moment naar het station, want er komt doorgaans een metro binnen enkele minuten. 
Over het algemeen wordt de dienstregeling buiten de spits meer geraadpleegd, daar de treinen dan minder frequent gaan.

## Speciale metro's

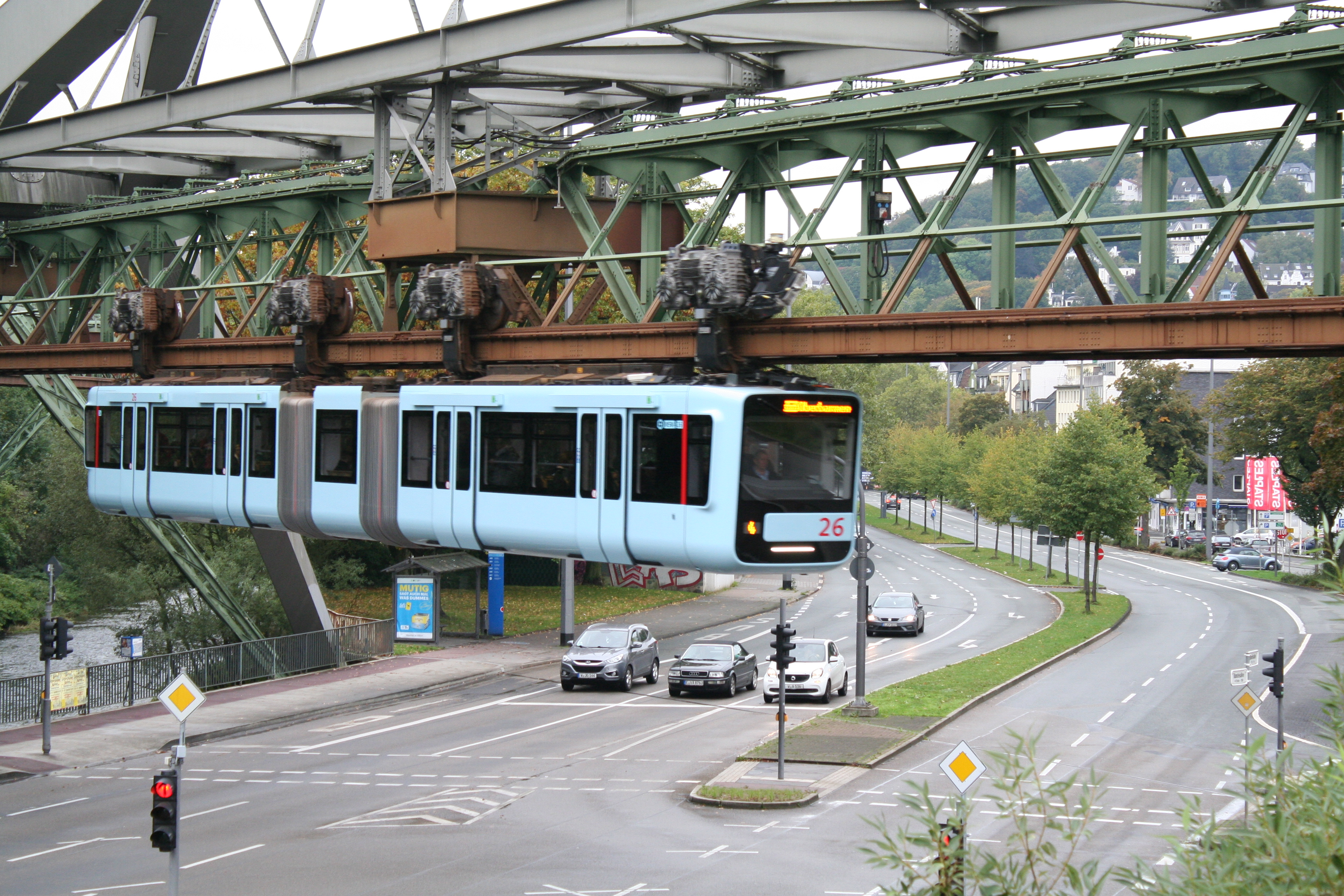
Wuppertaler zweefbaan

### Monorail
Hoewel de eerste monorails al midden 19e eeuw gebouwd werden, liet de toepassing voor stedelijk openbaar vervoer tot de jaren 1960 wachten, met name Japan was een van de pionierende landen. De Wuppertaler Schwebebahn, een monorail in Wuppertal vormt hierop een zeer vroege uitzondering. Deze staat niet op de rail maar hangt eraan, de baan slingert boven de weg of de rivier de Wupper. Hierdoor kent de Schwebebahn geen gelijkvloerse kruisingen en mag het systeem een metro genoemd worden. In de 21e eeuw zijn er onder meer monorail-metrolijnen aangelegd in diverse steden in China, maar ook in Bangkok en São Paulo.

### Lichte metro
Een lichte metro is een OV-systeem dat net als een metro via rails personen kan vervoeren. Door verschillende organisaties worden ze niet tot de metro gerekend omdat ze een kleinere (dus lichtere) capaciteit hebben. Een lichte metro heeft (gelijk aan lightrail) kleinere voertuigen, maar kruist (gelijk aan een metro) geen ander verkeer. Bekende voorbeelden zijn onder meer de VAL-metro in de regio Rijsel/Lille en de DLR in Londen. Ook de Dorfbahn Serfaus, hoewel dat eigenlijk een minimetro is, is in Europa uniek doordat de treinen zweven op luchtkussens.

## Metrosystemen

### Benelux
In de Benelux zijn er drie steden met een metronetwerk:
| Naam              | Land      | Plaats    | Startjaar | Netwerklengte               | Passagiers (per week) |
| ----------------- | --------- | --------- | --------- | --------------------------- | --------------------- |
| Amsterdamse metro | Nederland | Amsterdam | 1977      | 52,2 km                     | 2.380.000             |
| Brusselse metro   | België    | Brussel   | 1976      | 38 km                       | 3.180.000             |
| Rotterdamse metro | Nederland | Rotterdam | 1968      | 101 km (excl. RandstadRail) | 1.850.000             |

De metro heeft relatief laat zijn intrede in de Lage Landen gedaan. Dat kwam vooral door de geringere omvang van de steden, het bestaan van een uitgebreid tramnetwerk en de vrij goede bereikbaarheid, waardoor er lange tijd geen noodzaak was voor een duur en ingrijpend vervoermiddel als de metro. Pas door de snelle groei van de steden in de twintigste eeuw en de spectaculaire opkomst van de auto vanaf de jaren 50, waardoor de bereikbaarheid snel verslechterde, ontstond de behoefte aan een snel en betrouwbaar stadsvervoermiddel voor de wat grotere afstanden: de metro.

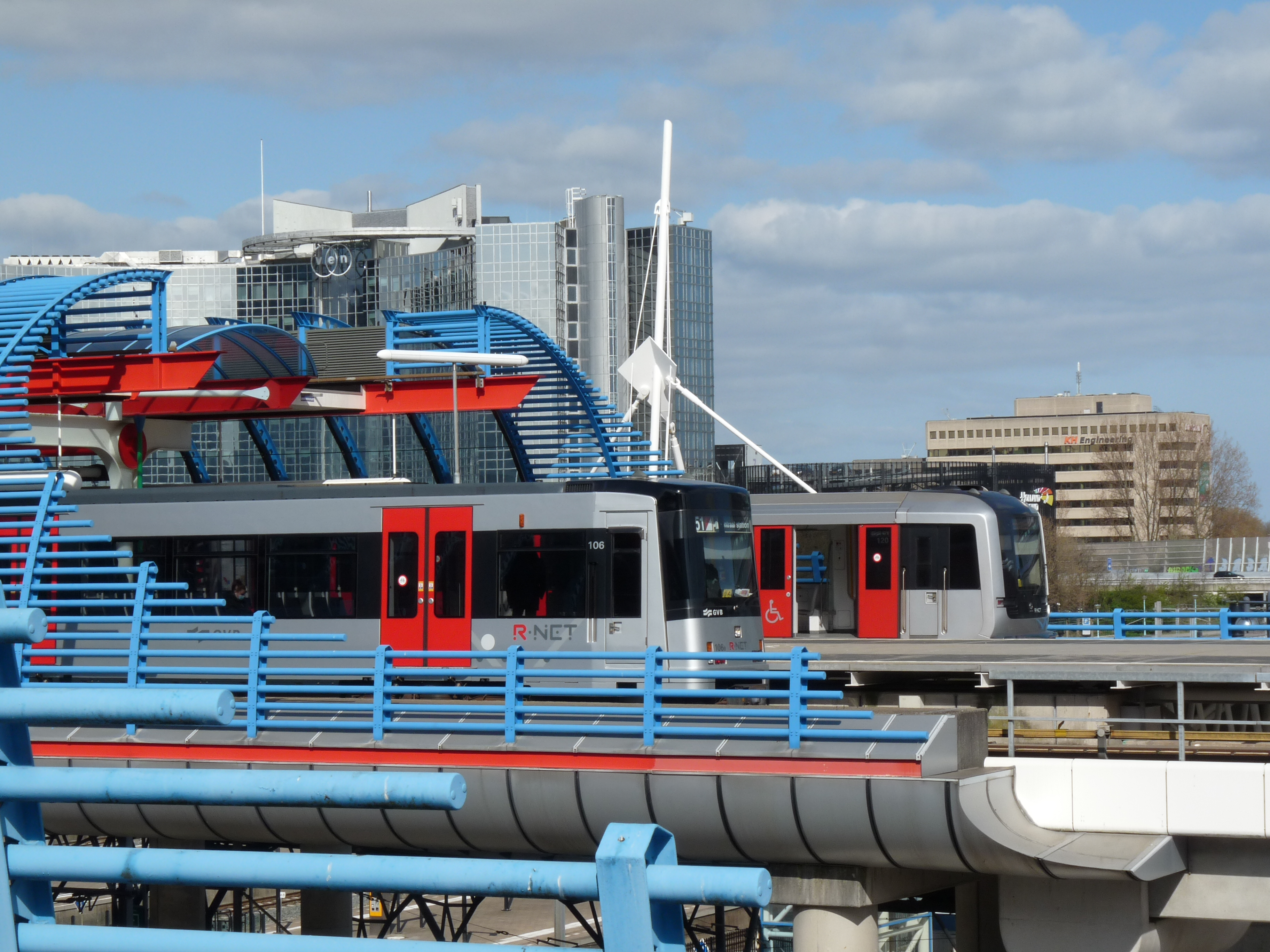
Amsterdamse metrotreinen
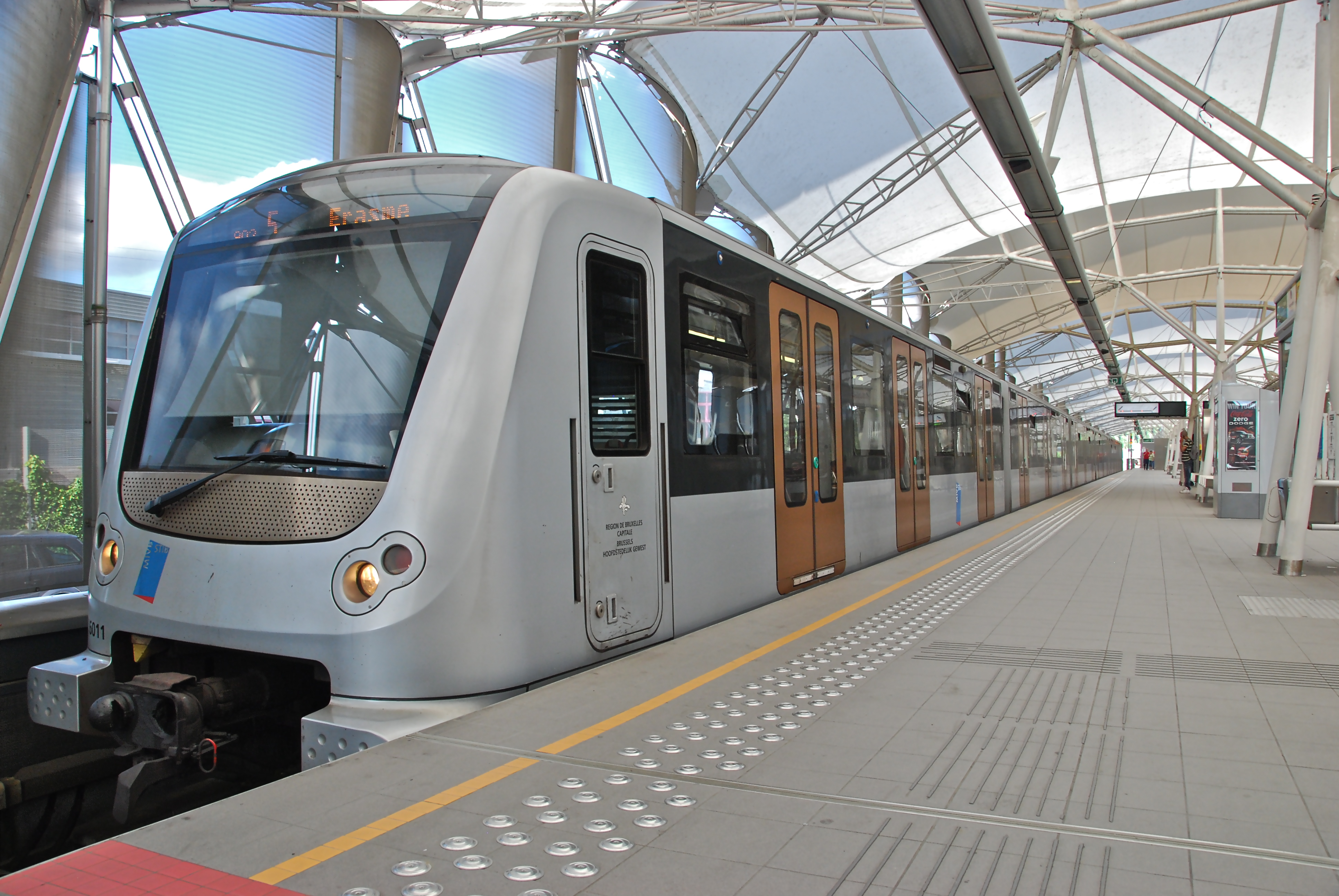
Brusselse metrotrein
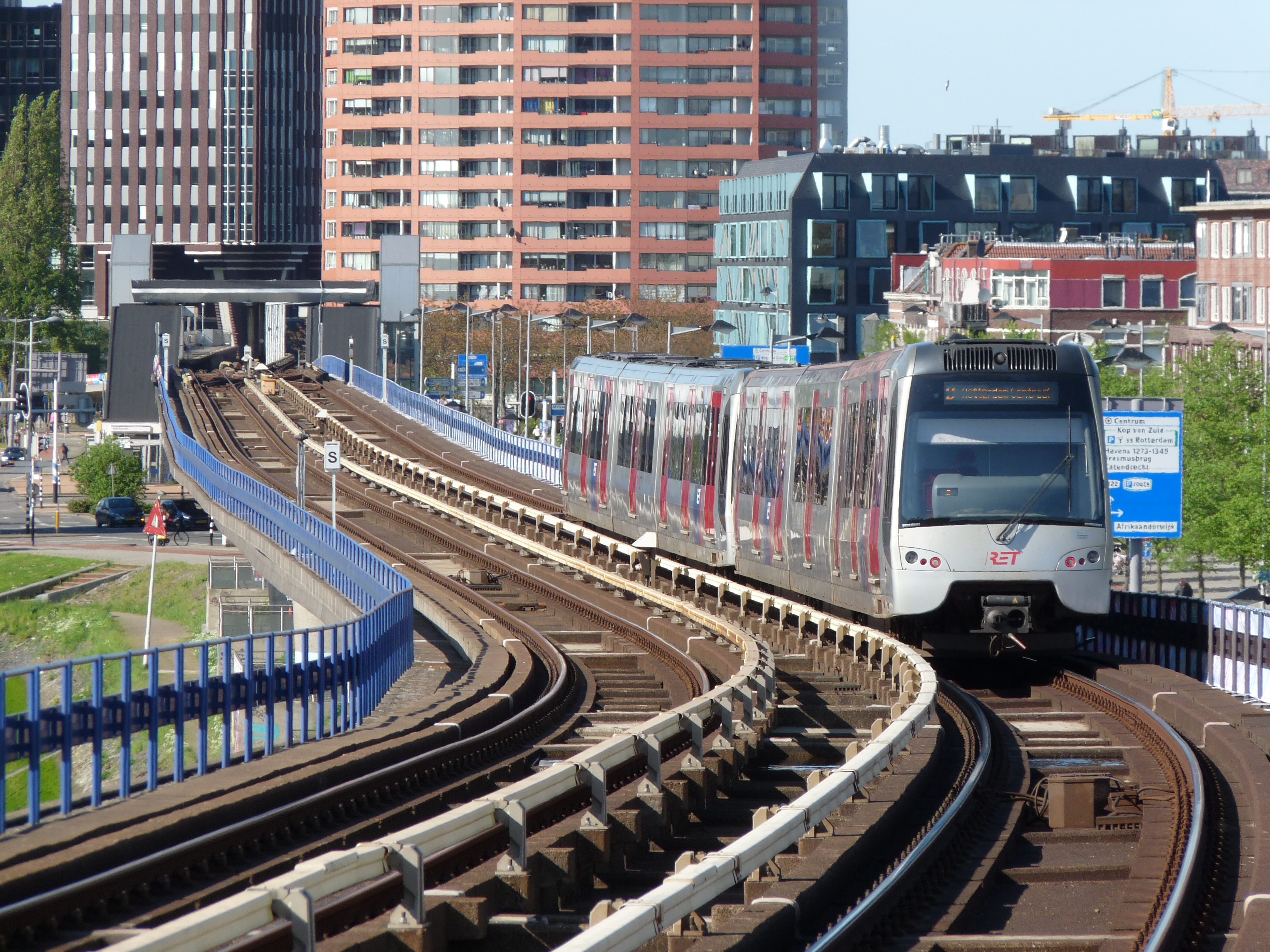
Rotterdamse metrotrein

#### Semimetro of lightrail
Desondanks bleef het aanleggen van een metronetwerk op veel plaatsen een te kostbare aangelegenheid. Daarom werden in een aantal steden ongelijkvloerse trambanen aangelegd, in België meestal premetro genoemd. Deze zijn te vinden in:
| Naam                     | Land      | Plaats                | Startjaar | Netwerklengte |
| ------------------------ | --------- | --------------------- | --------- | ------------- |
| Antwerpse premetro       | België    | Antwerpen             | 1975      | 11,5 km*      |
| Brusselse premetro       | België    | Brussel               | 1969/1972 | 12 km*        |
| Métro Léger de Charleroi | België    | Charleroi             | 1976      | 35,3 km       |
| Haagse semimetro         | Nederland | Den Haag              | 1976      | 3 km*         |
| RandstadRail             | Nederland | Den Haag / Zoetermeer | 2006      | 60 km         |

*Lengte van het deel in tunnels en/of op viaducten.
Verdere plannen voor andere steden werden niet ontwikkeld vanwege de enorme kosten en overlast voor omwonenden die de bouw met zich meebrengen. De term semimetro werd door de gemeente Den Haag al in 1975 verboden en dus door ambtenaren niet meer gebruikt.

#### Sneltram
In Utrecht werd in plaats van een spoorlijn gekozen voor een sneltram: de Utrechtse sneltram, al zijn er plannen om een uitbreiding (Merwedelijn) aan te leggen als Metrolijn.
Het 9,8 km lange deel van lijn 51 door Amstelveen was tot 2019 een typisch voorbeeld van een sneltramtraject. Ook delen van het Rotterdamse metronetwerk (Lijn A, B en E ) zijn uitgevoerd als sneltram.

#### Hybride
Het RandstadRail-netwerk tussen Den Haag, Rotterdam en Zoetermeer is deels ook te beschouwen als een sneltram of interurban, voor de delen met spoorwegovergangen. Daarnaast is het deel vanaf de tramtunnel in Den Haag naar Zoetermeer vergelijkbaar met een metrotraject, omdat de sporen zijn gescheiden van al het overige verkeer dankzij tunnels en viaducten. Wettelijk gezien vallen de trajecten vanaf Station Laan van Nieuw Oost Indië in Den Haag naar Zoetermeer en Rotterdam en ook de 'Krakeling' in Zoetermeer onder lokaal spoor. RandstadRail sluit in Den Haag via de Netkous aan op het Haagse tramnetwerk en in Rotterdam via het Statenwegtracé op de Rotterdamse metro.

### Andere landen
- Zie de Lijst van metrosteden

## Veiligheid

### Nederlandse regelgeving
In Nederland diende de uitvoerder van een metrodienst zich te houden aan het Metroreglement uit 1981. Dit is gebaseerd op de bepalingen over stadsspoorwegen in de Locaalspoor- en Tramwegwet uit 1900. Deze is per 1 december 2015 afgeschaft.

### Spoorongevallen
In vergelijking met andere – bovengrondse – vervoerswijzen heeft metrovervoer een goede reputatie op het gebied van spoorongelukken. Het metrovervoer is onderworpen aan strikte veiligheidsvoorschriften, met opgelegde procedures en onderhoud om risico's te minimaliseren. Frontale botsingen zijn zeldzaam als gevolg van het gebruik van gescheiden spoorbanen, en de – relatief – lage snelheden verminderen het optreden en de ernst van kop-staartaanrijdingen en ontsporing. Brand is ondergronds een ernstiger gevaar, zoals bleek bij de brand in station King's Cross in Londen in november 1987, toen 31 mensen omkwamen. Metronetten worden daarom over het algemeen zo gebouwd dat op meerdere plaatsen evacuaties mogelijk zijn.

### Valpartijen
Hoge perrons (vaak 1 meter of meer) vormen een veiligheidsrisico, ook al omdat mensen die op de sporen terechtkomen, moeite hebben om op het perron te klimmen. Ook is er een risico op zelfdoding door treinsuïcide. Op sommige metrolijnen worden daarom perrondeuren aangebracht om dit gevaar te elimineren.

### Criminaliteit

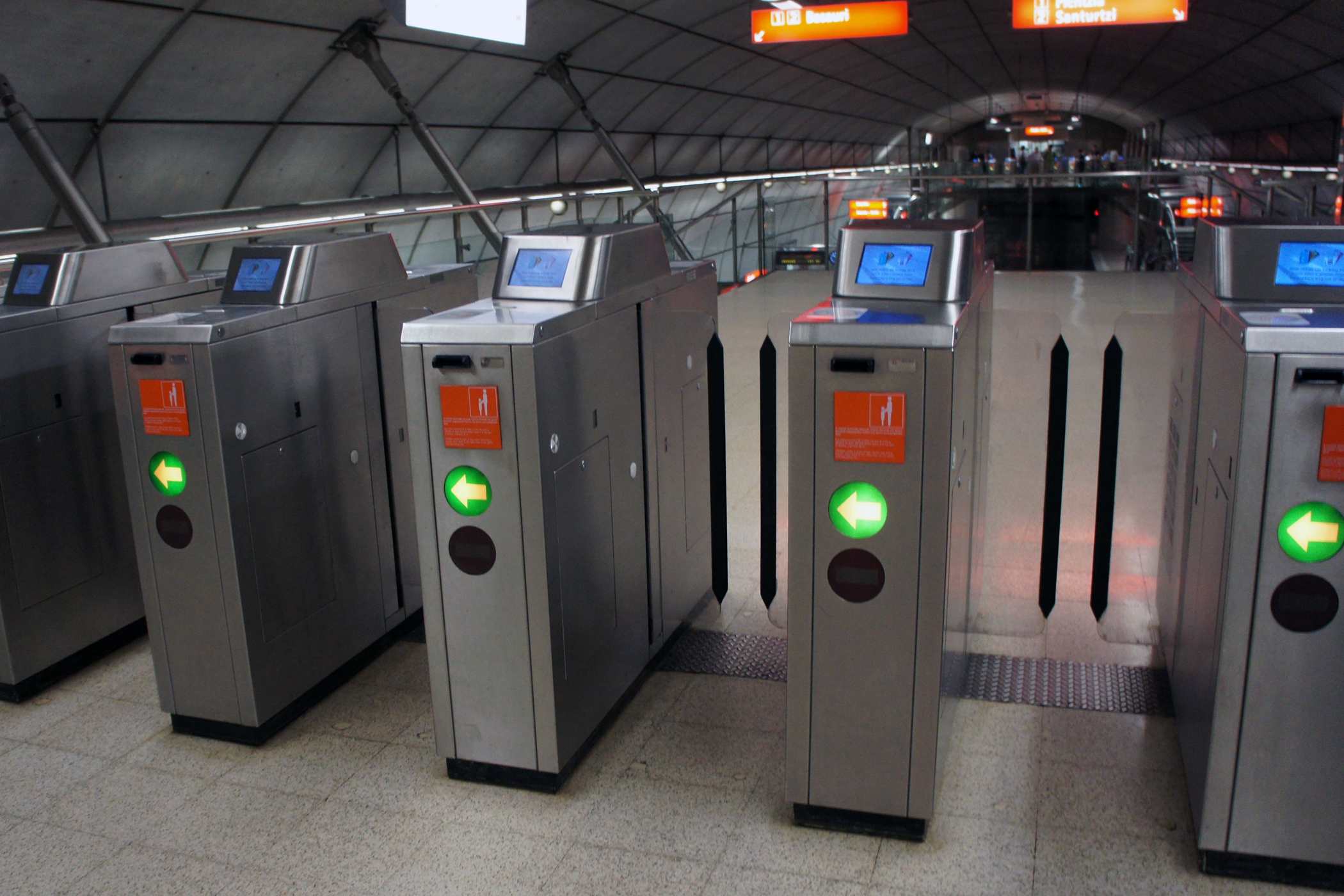
Toegangspoortjes in de Metro van Bilbao.

Metrostations zijn openbare ruimten waar veel mensen samenkomen, waardoor ze te maken kunnen krijgen met veiligheidsproblemen. Kleine criminaliteit zoals zakkenrollerij en bagagediefstal, maar ook misdrijven met geweld en aanrandingen komen voor, zowel in drukke treinstellen als in de stations en gangen.
Beveiligingsmaatregelen omvatten cameratoezicht, bewakers en treinbegeleiders, meestal ook met de bedoeling zwartrijders te weren of te betrappen. Aanvullend worden tourniquets of poortjes gebruikt om de toegang te controleren, en eventueel detectiepoorten om wapens op te sporen. In de Metro van Peking is de veiligheidscontrole te vergelijken met die van de luchthavens. 
De ernstigste gevallen betreffen terreuraanslagen met soms vele slachtoffers. Bekende drama’s waren onder meer: 
- Sarin-gasaanval in de metro van Tokio op 20 maart 1995
- Aanslagen in Londen op 7 juli 2005
- Aanslagen in Brussel op 22 maart 2016.

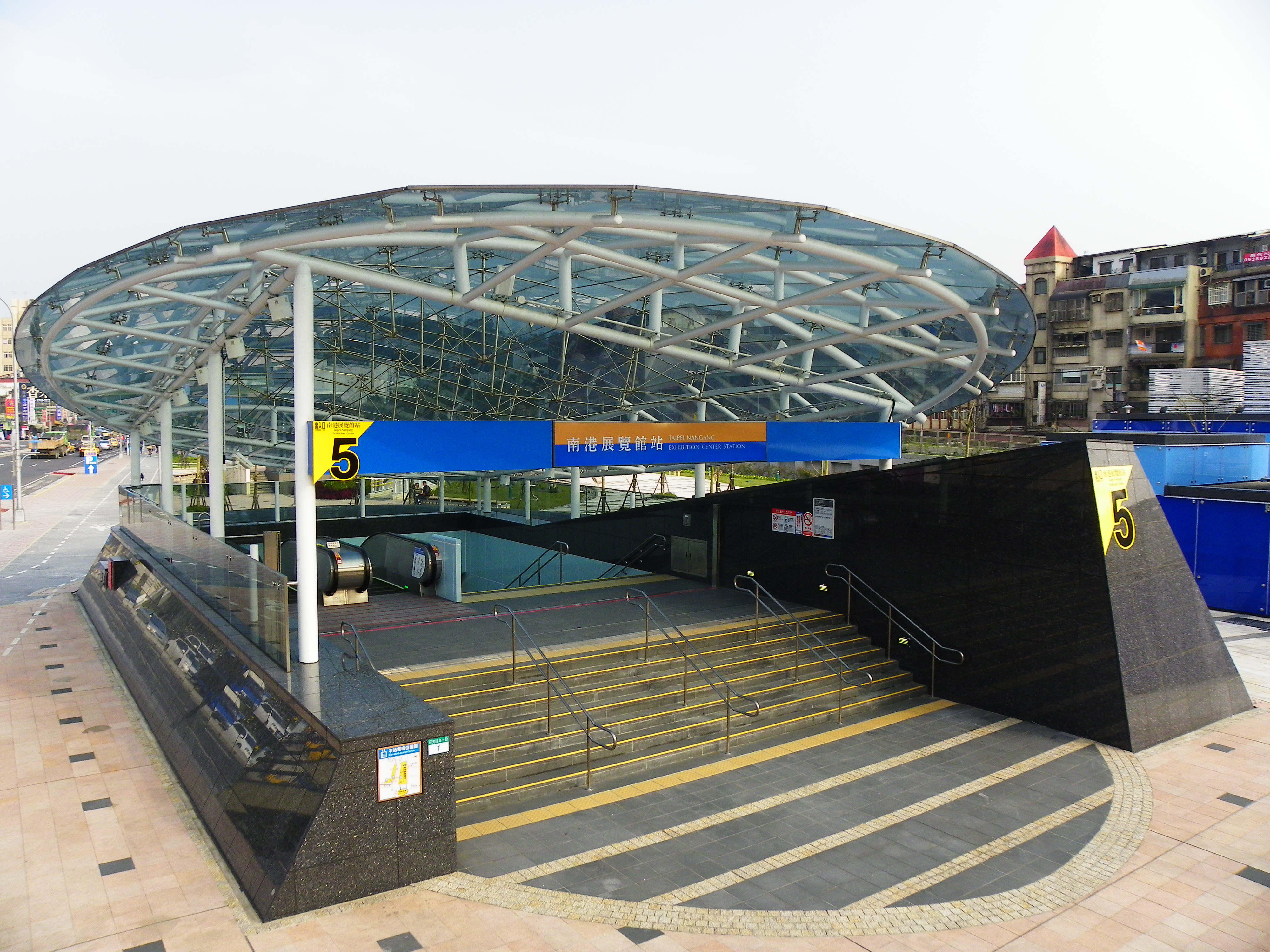
Onder meer in Taipei worden ingangen verhoogd aangelegd, om zo de kans op overstromingen in de metro te verkleinen.

### Overstromingen
Een risico is dat van overstroming, zoals meermaals bleek tijdens de natte zomer van 2021: op 20 juli verdronken daarbij In de metro van Zhengzhou (China) 14 reizigers; 
op 25 juli liepen tunnels onder in de Metro van Londen, en op 1 september in de Metro van New York, Wetenschappers zien een verband tussen extreme regenval en klimaatverandering, en waarschuwen voor de kwetsbaarheid van ondergrondse lijnen.